# Simfonia concertant
Una simfonia concertant és una forma i un gènere musical que es va originar en el Classicisme, període en el qual va tenir la seva màxima esplendor.
Algunes de les simfonies concertants més famoses del Classicisme són la Simfonia concertant per a violí, viola i orquestra, de Mozart, i la Simfonia concertant per a oboè, clarinet, trompa, fagot i orquestra de Franz Joseph Haydn
 Primer moviment de la simfonia concertant per a violí, viola i orquestra, de Mozart, a càrrec de l'orquestra simfònica de Fulda (Alemanya). (?·pàg.)

## Origen
Leonard Ratner estableix que el concert per a diversos instruments solistes va esdevenir un gènere preferit en alguns dels centres principals de producció musical a nivell europeu i va ser designat no pas com a concert, denominació que es guardava per als casos d'un sol solista, sinó com a simfonia concertant. A partir dels estudis fets per Barry S. Brook sobre aquest tema, estableix que molts dels concerts per a diversos instruments que es publicaren (o que simplement van quedar en forma manuscrita) amb el títol de concerts, també s'haurien pogut publicar com a simfonies concertants.

## Un gènere eminentment francès
La fórmula de posar no un sinó dos o més instruments solistes confrontats amb l'orquestra es diferencià i distancià aviat del concert per a solista. A França, i concretament a París, on va gaudir d'una estima probablement no igualada enlloc més, entre 1770 i 1780 s'hi van escriure tantes simfonies concertants com a tota la resta d'Europa. No només això: la majoria dels compositors més prolífics que van escriure simfonies concertants en aquelles dècades, h van fer o bé mentre eren a París o bé per algun tipus de lligam amb aquella zona; tal seria el cas de la simfonia concertant per a flauta travessera, oboè, trompa i fagot, de Mozart, escrita a París l'any 1778. Alguns dades més que confirmen aquesta clara vinculació del gènere amb França: entre 1767 i 1830 es van escriure unes 570 simfonies concertants, a càrrec d'unes 210 compositor: un terç d'aquests eren francesos i van escriure la meitat d'aquesta producció: l'altra meitat, fou obra dels dos terços restants, repartits per un bon nombre de països europeus. En canvi, quasi totes les obres que, durant aquell mateix període, van aparèixer amb el títol de concert per a dos o més instruments solistes i orquestra, van ser produïdes fora de França. Tal seria el cas del concert per a dos fagots i orquestra de Carles Baguer

## Trets estilístics de la simfonia concertant en el Classicisme
Habitualment, les composicions escrites en aquest gènere tenen un caràcter lleuger, proper al del divertimento. Això s'aconseguia amb textures poc complexes i fàcils d'entendre, amb ritmes lleugers i amb referències sovintejades a les danses i balls de moda, i a unes instrumentacions sovint força coloristes. Segurament que per això mateix l'ús del mode menor en aquestes composicions és encara menor que en la resta de la música instrumental del classicisme, i que la seva estructura i desenvolupament tendeix a basar-se en la juxtaposició de materials temàtics nous i diversos, més que no pas al desenvolupament i transformació d'uns pocs materials, cosa que sí que és habitual en la simfonia i en el concert, gèneres tinguts per més seriosos. També per aquesta raó era força habitual que aquestes composicions tinguessin només dos moviments, tots dos en tempo ràpid -el primer habitualment en forma sonata i el segon en forma de rondó, el que més habitualment s'emprava quan se cercava donar lleugeresa a un moviment instrumental, sense l'habitual moviment central de caràcter més lent que hauria pogut rebaixar aquest caràcter.

## Usos de la simfonia concertant
Tot i que es van escriure simfonies concertants per a una gran varietat de combinacions d'instruments, abunden especialment les escrites per a dos solistes i, especialment a França, dintre d'aquests, els que són per a instruments de vent. Sembla que això reforçava- si més no a ulls i oïdes dels receptors de llavors- el caràcter proper a l'ària i al duo d'òpera que tenien aquestes composicions. Precisament aquest lligam amb el món de l'òpera hauria estat el factor clau per vincular estretament aquest gènere al Concert Spirituel, una institució sorgida a París i imitada a diferents indrets d'Europa consistent a celebrar concerts de música instrumental durant la quaresma, un període en què estava prohibida la interpretació de repertori operístic.

## La simfonia concertant després del Classicisme
Durant el segle xix els compositors van fer servir molt poc aquesta nomenclatura, i les composicions del romanticisme per a dos o més solistes i orquestra van fer servir la denominació de doble concert (com en el cas del doble concert de Brahms), o de triple concert (com en el cas de Beethoven).
Al segle xx el terme ha estat emprat ocasionalment, però per designar obres que s'allunyen del sabor de concert que tenien les obres del segle xviii i s'apropen més al simfònic amb un paper destacat per a un o més instruments. En són exemples la de Szymanowski per a piano, la de Jongen per a orgue, la d'Enescu per a violoncel, i la simfonia-concert de Prokofiev també per a violoncel. En canvi, sí que es vinculen més al model original la de Hilding Rosenberg per a violí, viola, oboè, fagot i orquestra, i la de Frank Martin per a clavecí, arpa i orquestra.